# Narcisco Orán
Narcisco Orán (Kanir-Dup, Kuna Yala, 17 de mayo de 1953) es un levantador de pesas panameño. Compitió en la prueba de peso mosca masculino en los Juegos Olímpicos de 1976.

## Biografía
Orán Compitió en los Juegos Panamericanos de 1975 celebrados en la Ciudad de México, México en donde ganó la medalla de plata en donde la ganó en la pruebas de levantamiento de pesas en la categoría peso mosca -52 kg Limpio y tirón y total.Compitió en los Juegos Olímpicos de Montreal 1976 en donde participó en la prueba del levantamiento de pesas el 18 de julio de 1976 en donde quedó en la posición doce en la categoría peso mosca-52 kg en donde levantó 202.5 k.